# Іштван Вінце
Іштван Вінце (угор. Vincze István, 22 січня 1967, Татабанья, Угорщина) — колишній угорський футболіст, нападник.

## Національна збірна Угорщини з футболу
Вінце захищав кольори національної збірної  Угорщини з 1986 по 1996 роки. Зіграв 44 матчі, забив 8 голів.

## Титули і досягнення
- Чемпіон Європи (U-18): 1984
- Чемпіон Угорщини: 1990-91, 1992-93